# اتوکیو
سامانه تله پرامپتر یا به اصطلاح اتوکیو در سال ۱۹۵۰ اختراع شد. امروزه پس از گذشت حدود ۶۰ سال استفاده از این سیستم رواج گسترده‌ای در میان تولیدکنندگان برنامه‌های تلویزیونی، گزارشگران و سازمانها و شرکتهای مربوط به پخش تلویزیونی پیدا کرده است.

a = مسیر تصویر برداری b = مسیر خواندن متن در ال سی دی
c = جاگ شاتل d = پدال e = مانیتور f = هود g= شیشه یک سویه h= دوربین i= پایهٔ دوربین

## عملکرد
در استودیوها سیستم تله پرامپتر جهت نمایش متن به مجریان خبر و برنامه به کار می‌رود و نیاز آنها به مشاهده برگه‌های چاپ شده را برطرف کرده و بدین‌ترتیب مجری قادر خواهد بود در حالی‌که کاملاً به دوربین نگاه می‌کند، متن خود را از تله پرامپتر بخواند. روش کار این سیستم به این صورت است که متن برعکس شده، که به‌وسیله مانیتور زیر دوربین نمایش داده می‌شود، در شیشه‌ای که جلوی دوربین قرار دارد (و از طرف مجری به صورت آیینه دیده می‌شود) منعکس شده و مجری برنامه آن را می‌بیند و با استفاده از پدالی که زیر پایش قرار دارد امکان کنترل حرکت متن در حال نمایش را دارد.
در واقع یک سیستم کامپیوتری و یک نرم‌افزار فرمان‌های ارسال شده از سمت پدال و جاک شاتل را به حرکت متن تبدیل می‌کنند. در موارد پیشرفته کارگردان خبر این امکان را دارد با یک سیستم کامپیوتری دیگر متن را تغییر یا یک متن فوری را برای مجری ارسال نماید.